# Рая Гарбузова
Рая Гарбузова (рос. Рая Гарбузова, англ. Raya Garbousova, нар. 25 вересня 1906, Тифліс — 28 січня 1997, Декалб, штат Іллінойс) — російська та американська віолончелістка.

## Біографія
Закінчила Тіфліську консерваторію (1923), учениця К. А. Міньяр-Белоручева. У тому ж році дебютувала в Москві, в наступному виступила в Ленінграді з Варіаціями на тему рококо Чайковського, удостоївшись з вуст критики порівнянь з Емануелем Феєрманом. Грала в ансамблі з Натаном Мільштейном та Володимиром Горовицем.
У 1925 році Гарбузова покинула СРСР. Протягом року вона вдосконалювала свою майстерність в Берліні у Хуго Беккера, а потім у Парижі в Діра Алексаняна. До Другої світової війни Гарбузова, в основному, жила в Парижі, гастролюючи по Європі (в Нью-Йорку дебютувала в 1934 році), а потім емігрувала в США і прийняла американське громадянство.
Зарекомендувала себе як прихильник сучасного репертуару. Для Гарбузової, зокрема, був написаний концерт для віолончелі з оркестром Семюела Барбера, виконаний нею вперше в 1946 році з Бостонським симфонічним оркестром під управлінням Сергія Кусевицького.
Вела класи віолончельної майстерності в різних американських музичних інститутах. З 1970 року — професор Школи музики Харта Гартфордського університету (штат Коннектикут).
Син Гарбузової альтист Пол Бісс одружений зі скрипалькою Міріам Фрід; їхній син, внук Гарбузової, — піаніст Джонатан Бісс (нар. 1980).